# 이탈리아 해군
이탈리아 해군(Marina Militare 마리나 밀리타레[*])은 국방 참모 총장의 지휘 하에 있으며, 육군, 공군, 카라비니에리(헌병)와 함께 국방부 소속인 이탈리아군을 구성하는 네 군 중 하나로서, 영해 및 공해의 해상 작전 수행 및 지휘를 하는 이탈리아의 해군 전력이다.
이탈리아 해군의 시작은 제2차 세계 대전 종전 후, 공화국 설립과 함께 1946년 왕립 해군의 구조와 휴전 조건과 평화 조약으로 이탈리아에 남은 군함들을 물려받았다. 바르샤바 조약기구의 위협에 대응하고자, 미국이 몇몇 군함을 처분했고, '레게 나발레'(Legge Navale)라고 불리는 해군 건설 계획을 통해서 해군의 규모가 확장됐다. 20세기 말부터는 주요 군 작전 변경/감소로 현대화 및 감축 계획이 이행되고 있다. 

## 장비
- Cavour 경항모 1척 (30,000톤)
- Giuseppe Garibaldi 경항모 1척 (13,850톤)
- San Giorgio급 LPH 3척 (8,000톤)
- Orizzonte급 구축함 2척 (7,050톤)
- Durande de la Penne급 구축함 2척 (5,560톤)
- Bergamini급 호위함 8척 (6,700톤)
- Maestrale급 호위함 3척 (3,040톤)
- Thaon di Revel급 - Full 원양초계함 1척 (6,270톤)
- Thaon di Revel급 - Light+ 원양초계함 2척 (5,880톤)
- Thaon di Revel급 - Light 원양초계함 2척 (5,830톤)
- Comandanti급 초계함 4척 (1,520톤)
- Sirio급 초계함 2척 (1,549톤)
- Cassiopea급 초계함 4척 (1,500톤)
- 212급 잠수함 4척 (1,800톤)
- Sauro급 잠수함 4척 (1,862톤)
- Light patrol frigates 4척
- Landing Platform Docks 3척
- Auxiliares 15척
- 항공기 123대 (해군 항공대)

## 같이 보기
- 이탈리아 공군
- 이탈리아 육군